# Patinação artística nos Jogos Olímpicos de Verão de 1908 - Duplas
A competição de duplas da patinação artística nos Jogos Olímpicos de Verão de 1908 foi disputado entre 3 duplas.

## Medalhistas
| Ouro   | GER Anna Hübler / Heinrich Burger      |
| Prata  | GBR Phyllis Johnson / James H. Johnson |
| Bronze | GBR Madge Syers / Edgar Syers          |

## Resultados
| #                 | Nome                               | País             | Pontos |
| ----------------- | ---------------------------------- | ---------------- | ------ |
| Medalha de ouro   | Anna Hübler / Heinrich Burger      | GER Alemanha     | 11.20  |
| Medalha de prata  | Phyllis Johnson / James H. Johnson | GBR Grã-Bretanha | 10.30  |
| Medalha de bronze | Madge Syers / Edgar Syers          | GBR Grã-Bretanha | 9.60   |

Legenda
| Recorde mundial      | Recorde mundial (World record)               |                       | Recorde africano                      | Recorde africano (African) |                                           | Q | Classificado por posição (Qualified) |
| Recorde olímpico     | Recorde olímpico (Olympic record)            | Recorde da América    | Recorde da América (Americas)         | q                          | Classificado por melhor tempo (Qualified) |   |                                      |
| Melhor marca do ano  | Melhor marca do ano (World leading)          | Recorde asiático      | Recorde asiático (Asian)              | DNS                        | Não largou (Did not start)                |   |                                      |
| Recorde nacional     | Recorde nacional (National record)           | Recorde europeu       | Recorde europeu (European)            | DNF                        | Não terminou (Did not finish)             |   |                                      |
| Recorde pessoal      | Recorde pessoal do atleta (Personal best)    | Recorde da Oceania    | Recorde da Oceania (Oceania)          | DSQ / DQ                   | Desclassificado (Disqualified)            |   |                                      |
| Recorde da temporada | Recorde da temporada do atleta (Season best) | Recorde sul-americano | Recorde sul-americano (South America) | NM                         | Sem marca (No mark)                       |   |                                      |